# Eliteserien siatkarzy (2009/2010)
Eliteserien siatkarzy 2009/2010 - 40. sezon siatkarskich rozgrywek ligowych w Norwegii. Zainaugurowany został 26 września 2009 roku i trwał do wiosny 2010 roku.
W fazie zasadniczej 6 zespołów rozegrało mecze system każdy z każdym, mecz i rewanż. 
W sezonie 2009/2010 żadna drużyna nie reprezentowała Norwegii w pucharach europejskich.

## Drużyny uczestniczące
| Drużyna          | Miasto       |
| ---------------- | ------------ |
| BK Tromsø        | Tromsø       |
| Førde VBK        | Førde        |
| Kristiansund VBK | Kristiansund |
| Nyborg VBK       | Nyborg       |
| Oslo Volley      | Oslo         |
| Randaberg        | Randaberg    |

## Faza zasadnicza

### Tabela wyników
|                  | BKT | FVBK | KVBK | NVBK | OSLO | RAND |
| ---------------- | --- | ---- | ---- | ---- | ---- | ---- |
| BK Tromsø        | –   | 0:3  | 2:3  | 0:3  | 1:3  | 0:3  |
| Førde VBK        | 3:0 | –    | 2:3  | 0:3  | 3:0  | 3:2  |
| Kristiansund VBK | 3:2 | 0:3  | –    | 0:3  | 0:3  | 3:2  |
| Nyborg VBK       | 3:0 | 3:1  | 2:3  | –    | 3:0  | 3:1  |
| Oslo Volley      | 3:1 | 0:3  | 2:3  | 1:3  | –    | 3:1  |
| Randaberg        | 3:1 | 0:3  | 3:0  | 0:3  | 3:1  | –    |

|                  | BKT | FVBK | KVBK | NVBK | OSLO | RAND |
| ---------------- | --- | ---- | ---- | ---- | ---- | ---- |
| BK Tromsø        | –   | 0:3  | 3:2  | 0:3  | 3:1  | 2:3  |
| Førde VBK        | 3:0 | –    | 3:0  | 0:3  | 3:0  | 3:2  |
| Kristiansund VBK | 1:3 | 0:3  | –    | 0:3  | 3:0  | 3:2  |
| Nyborg VBK       | 3:0 | 3:0  | 3:1  | –    | 3:0  | 3:1  |
| Oslo Volley      | 3:2 | 1:3  | 3:2  | 1:3  | –    | 2:3  |
| Randaberg        | 3:1 | 1:3  | 3:0  | 0:3  | 0:3  | –    |

| Drużyna gospodarzy wymieniona jest po lewej stronie tabeli. zwycięstwo gospodarzy zwycięstwo gości |

### Tabela fazy zasadniczej
| Poz.                                                                                  | Klub             | Punkty | Mecze         | Mecze   | Mecze     | Rodzaj wyniku | Rodzaj wyniku | Rodzaj wyniku | Rodzaj wyniku | Rodzaj wyniku | Rodzaj wyniku | Sety         | Sety    | Sety      | Sety  | Małe punkty | Małe punkty | Małe punkty |
| Poz.                                                                                  | Klub             | Punkty | liczba meczów | wygrane | przegrane | 3:0           | 3:1           | 3:2           | 2:3           | 1:3           | 0:3           | liczba setów | wygrane | przegrane | ratio | zdobyte     | stracone    | ratio       |
| ------------------------------------------------------------------------------------- | ---------------- | ------ | ------------- | ------- | --------- | ------------- | ------------- | ------------- | ------------- | ------------- | ------------- | ------------ | ------- | --------- | ----- | ----------- | ----------- | ----------- |
| 1                                                                                     | Nyborg VBK       | 58     | 20            | 19      | 1         | 13            | 6             | 0             | 1             | 0             | 0             | 68           | 59      | 9         | 6,56  | 1668        | 1252        | 1,33        |
| 2                                                                                     | Førde VBK        | 44     | 20            | 15      | 5         | 11            | 2             | 2             | 1             | 1             | 3             | 69           | 48      | 21        | 2,29  | 1605        | 1293        | 1,24        |
| 3                                                                                     | Randaberg        | 26     | 20            | 8       | 12        | 3             | 3             | 2             | 4             | 4             | 4             | 79           | 36      | 43        | 0,84  | 1690        | 1759        | 0,96        |
| 4                                                                                     | Oslo Volley      | 21     | 20            | 7       | 13        | 2             | 3             | 2             | 2             | 5             | 6             | 76           | 30      | 46        | 0,65  | 1487        | 1746        | 0,85        |
| 5                                                                                     | Kristiansund VBK | 19     | 20            | 8       | 12        | 1             | 0             | 7             | 2             | 2             | 8             | 80           | 30      | 50        | 0,60  | 1651        | 1804        | 0,92        |
| 6                                                                                     | BK Tromsø        | 12     | 20            | 3       | 17        | 0             | 2             | 1             | 4             | 4             | 9             | 76           | 21      | 55        | 0,38  | 1522        | 1769        | 0,86        |
| Punktacja: 3:0 i 3:1 - 3 punkty, 3:2 - 2 punkty, 2:3 - 1 punkt, 1:3 i 0:3 - 0 punktów |                  |        |               |         |           |               |               |               |               |               |               |              |         |           |       |             |             |             |

## Klasyfikacja końcowa
| Miejsce | Zespół           |
| ------- | ---------------- |
| złoto   | Nyborg VBK       |
| 2.      | Førde VBK        |
| 3.      | Randaberg        |
| 4.      | Oslo Volley      |
| 5.      | Kristiansund VBK |
| 6.      | BK Tromsø        |